# خیابان ابن گبیرول

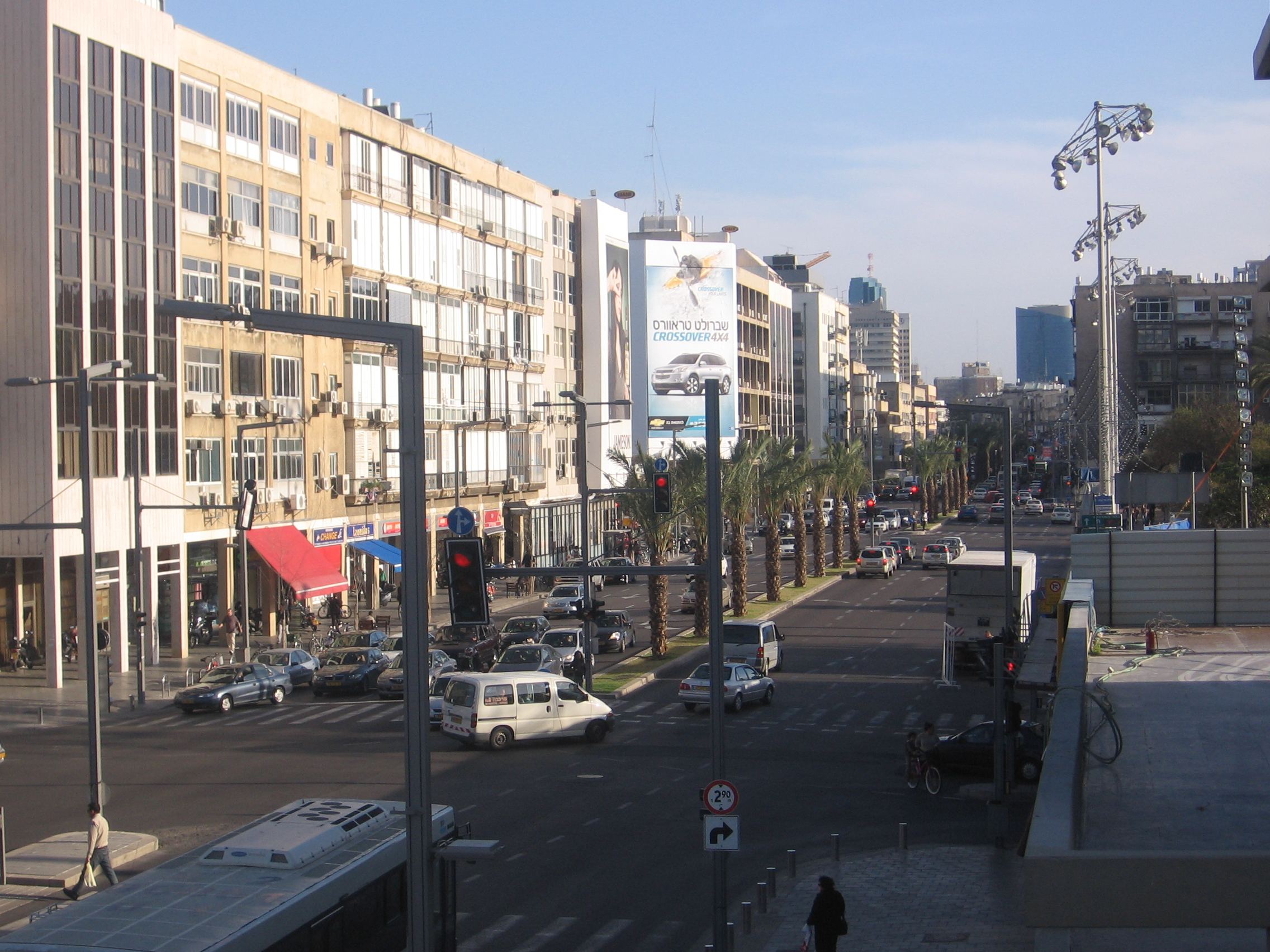
نمایی از خیابان ابن گبیرول تل‌آویو.

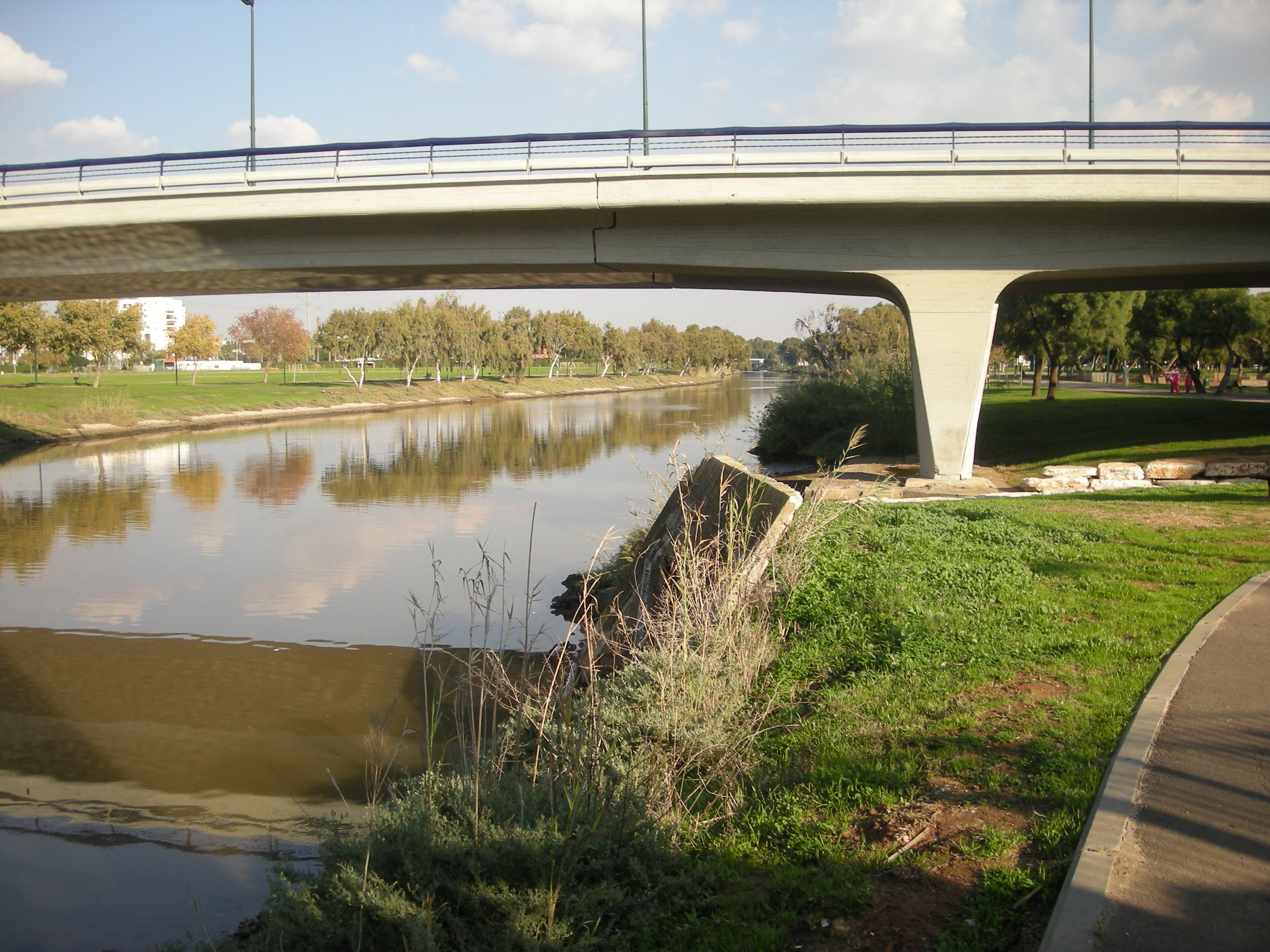
پل یرکون در خیابان ابن گبیرول که از روی رودخانه یرکون می‌گذرد.

خیابان ابن گبیرول (به عبری: רחוב אִבְּן גַבִּירוֹל) نام یکی از خیابان‌های اصلی کلان‌شهر تل‌آویو است. در خیابان ابن گبیرول، ترافیک به دو طرف شمال و جنوب در حرکت است. این خیابان دارای ساختمان‌های مسکونی بسیار و از مراکز اصلی خرید در شهر تل‌آویو است.
این خیابان به افتخار سلیمان ابن گبیرول، شاعر، نویسنده و از بزرگان فلسفه یهودی نام‌گذاری شده‌است.
خیابان ابن گبیرول، از میدان رابین و هم‌چنین از قسمتی از پارک یرکون می‌گذرد و از شمال به خیابان ساموئل یوسف آگنون منتهی می‌شود.

## پاورقی
1. 1 2  «Streets ahead of the mall - Haaretz - Israel News». بایگانی‌شده از روی نسخه اصلی در ۲ اوت ۲۰۰۷. دریافت‌شده در ۲ اوت ۲۰۰۷.
2. ↑  Three hours on Ibn Gvirol Street بایگانی‌شده  در ۲۸ سپتامبر ۲۰۰۹ توسط Wayback Machine, هاآرتص